# Russell Drysdale
Pour les articles homonymes, voir Drysdale.
Sir George Russell Drysdale (né le 7 février 1912 à Bognor Regis – mort le 29 juin 1981 à Sydney) est un peintre australien. Il a remporté le prestigieux prix Wynne en 1947 et a représenté l'Australie à la Biennale de Venise en 1954.

## Biographie
Russell Drysdale a accompagné Eric Worrell, herpétologiste australien, en Tasmanie lorsque ce dernier est allé étudier des espèces de serpents auxquels il a donné le nom de Drysdalia en son honneur.